# خاویر لیندو
خاویر لیندو (انگلیسی: Javier Liendo؛ زادهٔ ۲ آوریل ۱۹۸۸) بازیکن فوتبال اهل آرژانتین است.
از باشگاه‌هایی که در آن بازی کرده‌است می‌توان به باشگاه فوتبال ناسیونال اروگوئه، باشگاه فوتبال بوآویشتا، و باشگاه فوتبال رئال مورسیا اشاره کرد.
وی همچنین در تیم ملی فوتبال Argentina U17 بازی کرده‌است.